# Julien Delocht
Julien Delocht (* 21. Februar 1942 in Mol (Belgien)) ist ein ehemaliger belgischer Radrennfahrer.

## Sportliche Laufbahn
Delocht war im Straßenradsport aktiv. Als Amateur gewann er den Omloop Het Volk 1964 und eine Etappe der Schweden-Rundfahrt 1965. Dritter wurde er 1965 bei den Unabhängigen im Scheldeprijs. Mit der Nationalmannschaft fuhr er 1965 die Tour de l’Avenir und kam als bester Belgier auf den 5. Gesamtrang.
Von 1965 bis 1970 war er Unabhängiger und Berufsfahrer. Als Radprofi gewann er 1967 den Circuit du Port de Dunkerque und 1968 den Circuit de Niel. Zweiter wurde er im Omloop van het Waasland 1969, bei Brüssel–Biévène und Kessel–Lier 1970. Im Grand Prix Midi Libre 1966 wurde er Dritter.
1966 startete er in der Tour de France, kam jedoch nicht ins Ziel. Die Vuelta a España fuhr er zweimal. 1968 war er ausgeschieden, 1969 kam er auf den 65. Platz.